# Greyhound (Hunderasse)
Der Greyhound ist eine von der FCI anerkannte Hunderasse aus Großbritannien, die zu den Windhunden gerechnet wird (FCI-Gruppe 10, Sektion 3, Standard Nr. 158).

## Herkunft
Vermutlich brachten die Kelten die Vorfahren des Greyhounds bei ihrer Einwanderung auf die britischen Inseln im vierten Jahrhundert v. Chr. mit. Während des 16., 17. und 18. Jahrhunderts wurde zudem der spanische Windhund (Galgo Español) in großer Zahl nach Irland und England exportiert. Durch entsprechende und zielgerichtete Weiterzüchtung entstand daraus der englische Windhund. Über Großbritannien kam er in die USA.

## Rasseeigenschaften
Der Greyhound ist ein typischer Vertreter der okzidentalen Windhunde, mit guter Bemuskelung, tiefer Brust und langen Läufen. Die Durchschnittswiderristhöhe einer Hündin beträgt 70 cm, eines Rüden 74 cm. Das Gewicht variiert zwischen 23 und 33 kg. Die zu Rennzwecken gezüchteten Racing Greyhounds sind zumeist etwas kleiner.
Greyhounds sind immer glatthaarig mit feinem, dichtem Haarkleid. Es gibt sie in den Farben Schwarz, Weiß, Gestromt, Falb und Blau, auch in der Grundfarbe Weiß, gescheckt mit jeder dieser Farben.
Als rassetypische Disposition lässt sich die Greysperre erwähnen, die bei starker, übermäßiger Belastung oft auch in Kombination mit zu wenig Wasser und höherer Temperatur auftreten kann. In diesem Fall ist sehr häufig ein sehr steifer Gang (bis zur Bewegungsunfähigkeit verkrampfte Muskeln) und häufig auch dunkler Urin zu beobachten. Die Krankheit ähnelt dem Kreuzverschlag bei Pferden und beruht auf einer nicht traumatischen Auflösung von Muskelfasern. In diesem Fall muss umgehend ein Tierarzt tätig werden.
Wie bei anderen Windhunderassen auch weichen die Blutwerte eines gesunden Greyhounds deutlich von Nicht-Rassenspezifischen-Referenzwerten ab, was zu Fehldiagnosen führen kann. Auch die Gesamtprotein-, Globulin-, Kreatin- und T4 Thyroxin-Werte, welche zur Überprüfung der Leber-, Schilddrüsen- und Nierenfunktion ermittelt werden, sind abweichend. Bei Urinuntersuchungen zur Feststellung von Nierenerkrankungen gibt es jedoch keinen signifikanten Unterschied in den Referenzwerten.

## Verwendung

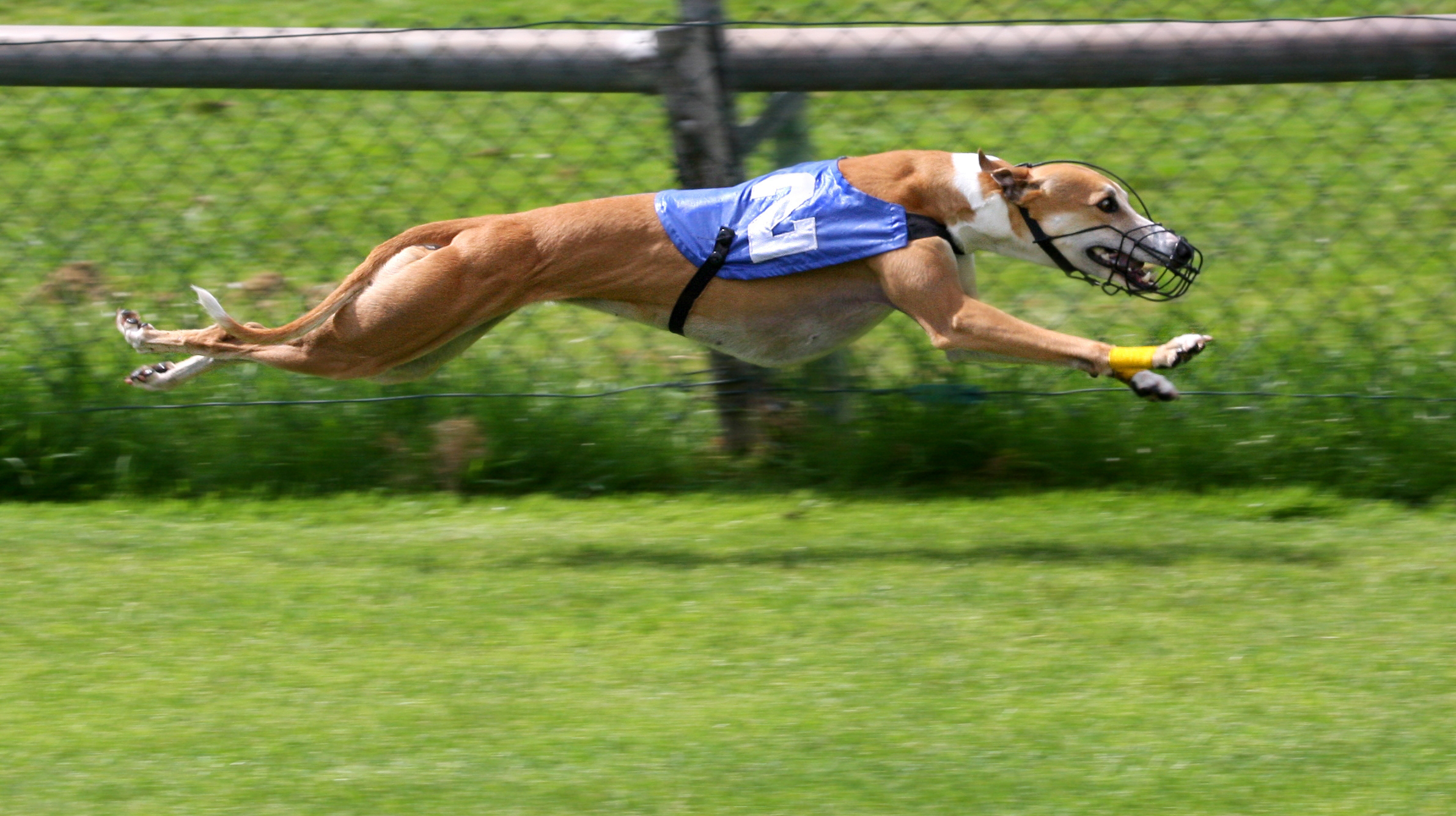
Greyhound bei einem Hunderennen

Früher wurde der Greyhound bei der Niederwild-, selten zur Hochwildjagd verwendet. In einigen Ländern ist diese Verwendung zur Niederwildjagd weiterhin üblich: Dazu zählen der Westen der USA, Spanien, Portugal, Irland, Russland und Pakistan, wo Greyhounds Verwendung bei Hasenhetzen finden. In Großbritannien, wo Greyhounds bis 2005 bei Veranstaltungen wie dem Waterloo Cup auf Geschwindigkeit und Kondition getestet wurden, ist diese Form der Jagd seit dem Hunting Act 2004 untersagt.
In der heutigen auf Geschwindigkeit gezüchteten Form laufen Greyhounds hauptsächlich auf der Bahn bei Hunderennen, wobei sie Spitzengeschwindigkeiten von bis zu 80 km/h bei Durchschnittsgeschwindigkeit bis 65 km/h erreichen können. Die Rasse wird daneben häufig zum Coursing verwendet.
Als Familienhunde sind Greyhounds im Haus anschmiegsame und ruhige Hausgenossen, die relativ anspruchslos in Haltung und Pflege sind. Draußen kann ihr Jagdverhalten jedoch so stark ausgeprägt sein, dass ein Freilauf kaum möglich ist. Als Ausgleich bieten sich hier Bahnrennen oder Coursing an.